# Bulići (Ozaly)
Bulići falu Horvátországban, a Károlyváros megyében. Közigazgatásilag Ozalyhoz tartozik.

## Fekvése
Károlyvárostól 33 km-re, községközpontjától 19 km-re északnyugatra a megye északnyugati csücskében, a szlovén határ mellett fekszik.

## Története
Nevét egykori birtokosáról a Bulić családról kapta. A falunak 1857-ben 51, 1910-ben 101 lakosa volt. A trianoni békeszerződésig Zágráb vármegye Jaskai járásához tartozott. 2011-ben 2 lakosa volt. A radatovići görögkatolikus plébániához tartozik.

## Lakosság
| Lakosság változása | Lakosság változása | Lakosság változása | Lakosság változása | Lakosság változása | Lakosság változása | Lakosság változása | Lakosság változása | Lakosság változása | Lakosság változása | Lakosság változása | Lakosság változása | Lakosság változása | Lakosság változása | Lakosság változása | Lakosság változása |
| ------------------ | ------------------ | ------------------ | ------------------ | ------------------ | ------------------ | ------------------ | ------------------ | ------------------ | ------------------ | ------------------ | ------------------ | ------------------ | ------------------ | ------------------ | ------------------ |
| 1857               | 1869               | 1880               | 1890               | 1900               | 1910               | 1921               | 1931               | 1948               | 1953               | 1961               | 1971               | 1981               | 1991               | 2001               | 2011               |
| 51                 | 79                 | 105                | 120                | 85                 | 101                | 80                 | 68                 | 37                 | 42                 | 34                 | 13                 | 9                  | 3                  | 4                  | 2                  |